# Ctenitis strigilosa
Ctenitis strigilosa là một loài thực vật có mạch trong họ Dryopteridaceae. Loài này được (Davenp.) Copel. miêu tả khoa học đầu tiên năm 1947.